# Ole Kjær
Ole Kjær, född 16 augusti 1954 i Kolding i Danmark, är en dansk före detta professionell fotbollsmålvakt som under perioden 1977–1984 spelade 26 landskamper för Danmark. På klubbnivå spelade han för lag som Esbjerg fB och Næstved IF. 
Kjær blev år 1978 utsedd till "Årets spelare i Danmark".

## Karriär

### I klubblag
Ole Kjær började som 6-årig spela i Jerne IF (som anfallare) men bytte redan som 8-årig till Esbjerg fB där han kom att tillbringa större delen av sin karriär. Här debuterade han i A-laget 1973, 18 år gammal.
År 1976 vann Esbjerg Danska cupen och säsongen 1978/79 vann man också ligan och redan 1978 blev Kjær utsedd till "Årets fotbollsspelare i Danmark". 1976 stod han för en anmärkningsvärd prestation då han räddade 9 av 11 straffar under säsongen.
Efter en period på tre år och sammanlagt 117 matcher i Næstved IF 1986–1989 var Kjær 1990 tillbaka i Esbjerg. Notabelt är att Kjær under hela tiden i Næstved fortfarande bodde kvar i Esbjerg.
Med sina sammanlagt 474 matcher har Ole Kjær klubbrekordet i Esbjerg fB före Jens Peder Hansen som spelade 465 matcher.

### I landslag
Som en del av förbundskaptenen Sepp Pionteks framgångsrika danska "dynamit"-lag i början av 1980-talet, spelade Kjær en viktig roll då Danmark kvalificerade sig för 1984 års EM. Han är särskilt ihågkommen för matchen mot England på Wembley Stadium i september 1983 efter en stor match. Räddningen på Luther Blissetts skott från nära håll på övertid är en klassisk händelse i dansk fotbollshistoria då Danmark vann med 1–0 för att ta sin första vinst någonsin mot England. Dessutom var matchen avgörande för att Danmark sedan tog sig till EM-slutspelet i Frankrike. Efter en förlust mot Holland med 0–6 i en träningsmatch före EM ersattes dock Kjær i det danska målet av Ole Qvist som därefter övertog förstatröjan under EM-slutspelet. Några fler landskamper blev det sedan inte för Kjær.

## Meriter

### I klubblag
Esbjerg fB
- Dansk mästare (1): 1979
- Danska cupen (1): 1975/76

### I landslag
Danmark
- Uttagen i truppen till EM 1984 (semifinal)
- 26 landskamper: 31 insläppta mål, 0 gjorda mål

### Individuellt
- Årets spelare i Danmark (1): 1978

### Webbkällor
- Profil på efbhistorik.dk
- Profil på dbu.dk